# سرزمین اسرائیل
سرزمین اسرائیل (عبری: אֶרֶץ יִשְׂרָאֵל‎، نوین: Eretz Yisrael، طبریه‌ای: ʼÉreṣ Yiśrāʼēl)، نام سنتی یهودی برای منطقه‌ای با گستره جغرافیایی نامعین در شام جنوبی است. سرزمین اسرائیل با اصطلاحاتی مذهبی و تاریخی و همچنین اصطلاحاتی مرتبط با کتاب مقدس، مثل سرزمین کنعان، سرزمین موعود، سرزمین مقدس و سرزمین فلسطین نیز شناخته می‌شود (اسرائیل (ابهام زدایی) را نیز نگاه کنید). حد و حدود این قلمرو، در قسمت‌های مختلف کتاب مقدس عبری، به اشکال متفاوت ذکر شده است. به طور مثال در قسمت‌های «پیدایش ۱۵»، «خروج ۲۳»، «اعداد ۳۴» و «حزقیال ۴۷» از کتاب مقدس عبری، به این سرزمین اشاره‌های خاصی شده است. همچنین نُه بار در کتاب مقدس، گستردگی قلمرو این سرزمین، از شمالی‌ترین شهر پادشاهی اسرائیل یعنی «شهر باستانی دن» تا جنوبی‌ترین منطقه اسرائیل یعنی شهر «بئرشبع در صحرای نگب» ذکر شده است؛ همچنین سه بار دیگر در کتاب مقدس، حد و حدود این سرزمین، از ابتدای ورودی شهر حماة تا لب رود نیل در مصر توصیف شده است.

## مرزها طبق باور یهودیان
در متون مقدس قدیمی، توصیف‌های مختلفی برای سرزمین اسرائیل ارایه شده است. یکی از این توصیف‌ها این است که این قلمرو توسط بازگشت کنندگان از تبعید دوباره احیا می‌شود. مرزهای ذکر شده در این متون، هم با مرزهایی که در کتاب مقدس آمده و هم با مرزهای واقعی پادشاهی‌های قبلی اسراییل پیش از تبعید یهودیان، تفاوت‌های چشمگیری دارد. این سرزمین تقریباً از حدود شهر عکا در شمال تا شهر اشکلون در جنوب محل استقرار نیروهای اسراییل فعلی، در امتداد مدیترانه و شامل سرزمین جلیل و بلندی‌های جولان بوده است. این در حالی است که در تمام این متون، از شهر باستانی سامریه که توسط یهودیان ادعا می‌شود که پایتخت پادشاهی شمالی اسرائیل در گذشته بوده است، هیچ حرفی به میان نیامده است.